# Acalypha erecta
Acalypha erecta är en törelväxtart som beskrevs av Paul G.Wilson. Acalypha erecta ingår i släktet akalyfor, och familjen törelväxter. Inga underarter finns listade i Catalogue of Life.